# 住吉神社 (京都市下京区醒ヶ井)

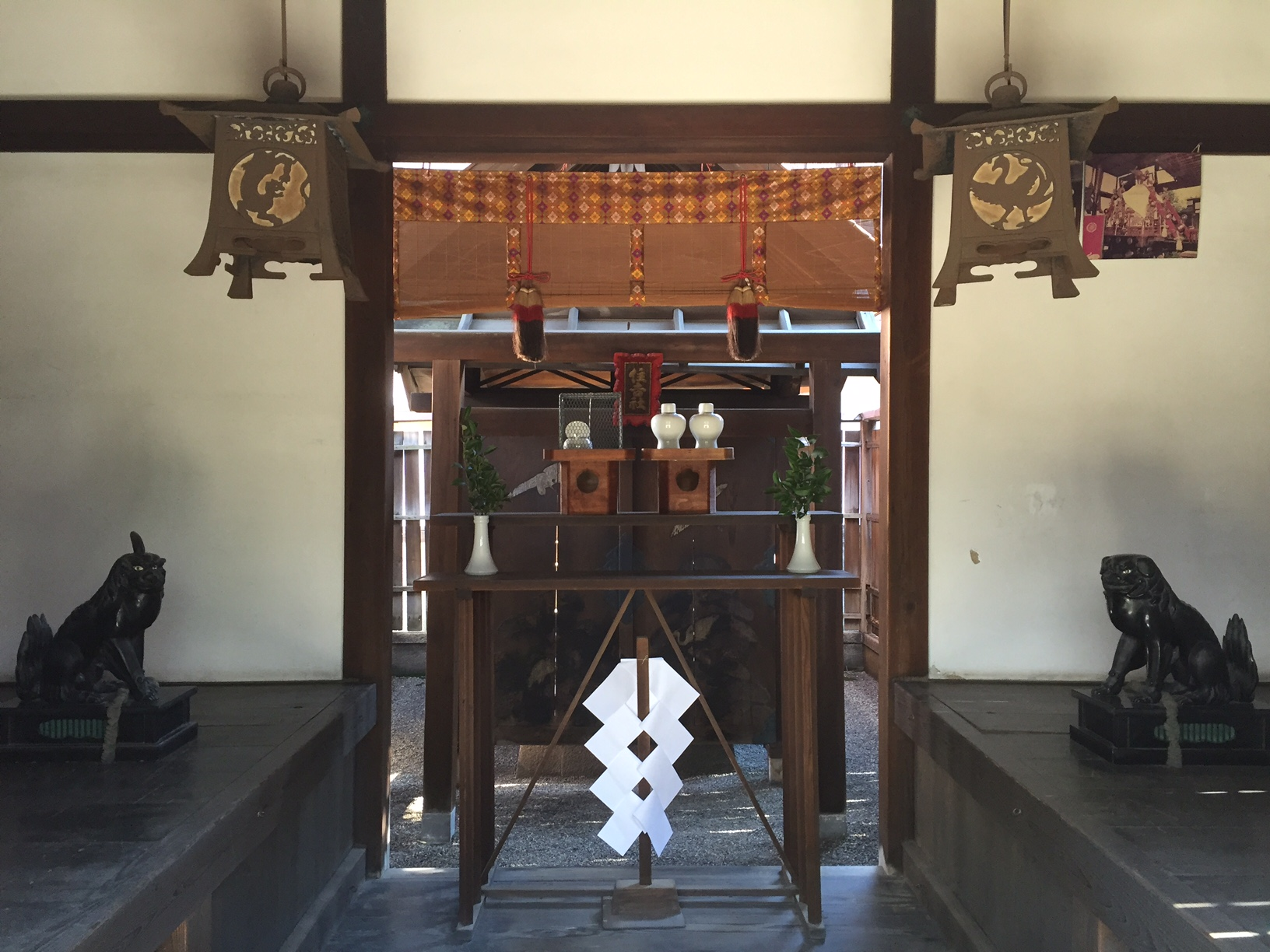
醒ヶ井住吉神社社殿

住吉神社（すみよしじんじゃ）は、京都府京都市下京区醒ヶ井通高辻下る住吉町481にある神社。平安時代後期、後白河天皇の勅を奉じ和歌の守護神として摂津国住吉大社より平安京烏丸五条松原の藤原俊成の邸宅に勧請された新住吉社を起源とする。応仁の乱により衰退するが神体のみ災を逃れ、永禄十一年、正親町天皇の勅を奉じ現在地へ遷座される。

## 祭神
- 住吉大神として、天照大神、田霧姫神、底筒男神、中筒男神、表筒男神、神功皇后、武内宿禰の七柱を祀る。

「夫れ住吉大神と申奉るは、天照大神、田霧姫神、底筒男神、中筒男神、表筒男神、神功皇后、及び武内宿禰の諸神を鎭座する所にして、霊神にまします事は周く知る處なり」（冷泉為紀筆『新住吉神社修造費募集主意書』（明治三十二年十一月））
- 当社の勧請元である住吉大社の祭神は、第一本宮：底筒男命、第二本宮：中筒男命、第三本宮：表筒男命、第四本宮：神功皇后の４柱とされるが、社家異伝として、第一本宮：天照大神、第二本宮：田霧姫命、第三本宮：底筒男命、中筒男命、表筒男命、第四本宮：神功皇后の６柱を祀るとも伝わり、当社祭神はこの社家異伝を継承していると思われる。

「攝津住吉神社四座。社家者説曰。第一天照大神。第二宇佐明神 田霧姫命是也。第三底筒・表筒・中筒、是為一座。第四神功皇后。社家説。與神書異。」（林羅山著『本朝神社考』）
「第一の御てんは天せう太神にておはします。そのひかしにつゝきて、第二の御てんをは、たきりひめのみことゝと申す。（中略）そのひかしにつゝきて第三の御殿あり。これそこつゝをのみこと・なかつゝおのみこと・うはつゝおのみことの三神、すなはちすみよし大みやう神にておはしますなり。そのひかしにつゝきて又第四の御てん有。是はしんくうくはうこうをいはひたてまつるとなり。」（『住吉の本地』（国学院大学図書館蔵））
- 神社本庁編纂の『平成祭データ』においては、当社の祭神として、「田霧姫神、（配祀）底筒男神、中筒男神、表筒男神、天照皇大神、神功皇后、武内宿禰命」と、田霧姫神が主祭神、他の六柱が配祀と記載されている。

## 由緒と歴史
- 社伝によれば、創建は保元二年、後白河天皇の勅を奉じ和歌の守護神として摂津国住吉大社より平安京五条烏丸の藤原俊成の邸宅に勧請された新住吉社を起源とする。その後、和歌所の別当により奉斎され、応仁の乱に衰退するが神体のみ災を逃れ、永禄十一年、正親町天皇の勅を奉じ現在地に遷座された。爾来、歌道御伝授に際し禁裏より勅使を遣わされ御代拝されたと伝わる。現在の社殿は、明治三十二年、正三位伯爵冷泉為紀の発起により寄附が募られ修造された。

「抑々當神社は　後白河天皇、和歌の三神を平安城に勧請し給ふ叡示あり、保元二年藤原朝臣俊成勅を奉し、攝津國住の江より大神を左京五條烏丸の地に分祀し、新住吉の社と称し奉りしより、朝家の御崇敬浅からず、社殿巍々として、和歌所の別當之を奉齋し年を重ねしが、中世以来漸く衰頽し加るに應仁の兵燹に罹り、社殿皆烏有に皈せしも、幸に神寶のみ災を免れ今尚存在す、永禄十一年　正親町天皇荒残を惜ませ給ひ、勅して現在の地に徒し社殿を造営せしめらる、爾来御歴代の御崇敬篤く歌道御教授あるに際し御使を遣され御代拝あり亦毎年御撫物を降し賜へり、中御門天皇、正徳六年神輿、鉾、辛櫃、等の御寄附ありて今に傳ふ、寛延二年及び明和三年菊花章の提灯を賜はり、天明八年正月京師の大火に社殿類焼す、寛政十年金五十両を賜ひ、再造せしめられる、文久四年神輿修覆により　孝明天皇より銀二十枚を下賜せられ元治元年七月兵火に再び類焼す、同九月更に金百両を賜ひ再造せしめ給ふ、又有栖川宮家を始め、皇族、華族の諸家より時々献物の事あり、具に記すにいとまあらず」（冷泉為紀筆『新住吉神社修造費募集主意書』（明治三十二年十一月））
「當社と申者、天児屋根命之苗裔、冷泉家遠祖父神、皇大后宮大夫五条三位俊成卿神霊殿屋敷之旧跡也、人皇七十七代之御帝後白川院之御宇、保元丁丑歳勅有而和歌千載集をえらびたまふなり、昔境内壹丁といふ、（中略）右之旧記者九代前之家主津田意伯取持あわせしをうつし、（中略）宝暦八寅戌歳十一月廿五日」（松岡元志筆『五條俊成の社旧記』）
- 歌道伝授と御代拝

『菊号調書』（明治2年）に「新住吉之儀者、往古ヨリ御歌御伝授之節者御所様御代参被為立候」との記載があり、朝廷における歌道伝授の際には御代参が立てられたと伝わる。
『神社明細帳』（明治17年）に「御歴代歌道御傳授ニ際シ御代拝アラセラルルナリ 年々御撫物ヲ下ゲ玉ヘリ」「皇族華族方ヨリ本社修覆再建其他臨時御寄附金厚簿アリト雖ドモ其下賜タル方々左ノ如シ 有栖川宮 桂宮 伏見宮 知恩院宮 近衛殿 九條殿 二條殿 一條殿 鷹司殿 久我殿 三條殿 徳大寺殿 花山院殿 清水谷殿 四辻殿 高松殿 飛鳥井殿 冷泉殿 藤谷殿 入江殿 日野殿 廣橋殿 烏丸殿 柳原殿 四條殿 山科殿 町尻殿 久世殿 岩倉殿 長谷殿 藤波殿」との記載があり、和歌の守護神として朝廷からの崇敬が篤かったことが伝わる。

## 住吉神社と俊成社
- 当社に伝わる「高辻住吉大明神縁起」（寛文五年・持明院基定筆）には、巻頭に、「夫当社の濫觴を尋るに、七十七代後白河院の御宇に、五條の南、烏丸のひかし、方一町ハ俊成卿のおはせし所に、和歌の五神を勧請ありき（後略）」との記載があり、当社は創建時、五条通（現在の松原通）の南、烏丸通の東の藤原俊成卿の邸宅に勧請されたとの記載がある。現在この住吉神社の旧鎮座地には、俊成卿の御霊を祀る俊成社が鎮座しており、「俊成神社文書」（宝暦八年・松岡元志筆）には、「当町俊成卿之神社、仁（人）家のうらニ有事を、かねてより町中なけか敷存なから、外へ勧賞申事むかしより祟らせ玉ふト申伝へ候て、今五百年来其儘に過候。（後略）」との記載があり、宝暦年間から五百年を遡り、俊成社は藤原俊成卿の邸宅跡地に鎮座していたと伝わる。現在の俊成社は、烏丸通の拡幅のため烏丸通に面して鎮座する。なお、俊成社から烏丸通を西に渡ると、同じく藤原俊成卿勧請の新玉津島神社が鎮座する。

## 主な祭礼
- 歳旦祭:1月1日
- 例祭:5月 第3日曜 神幸祭、第4日曜 還御祭 (年により変更あり）

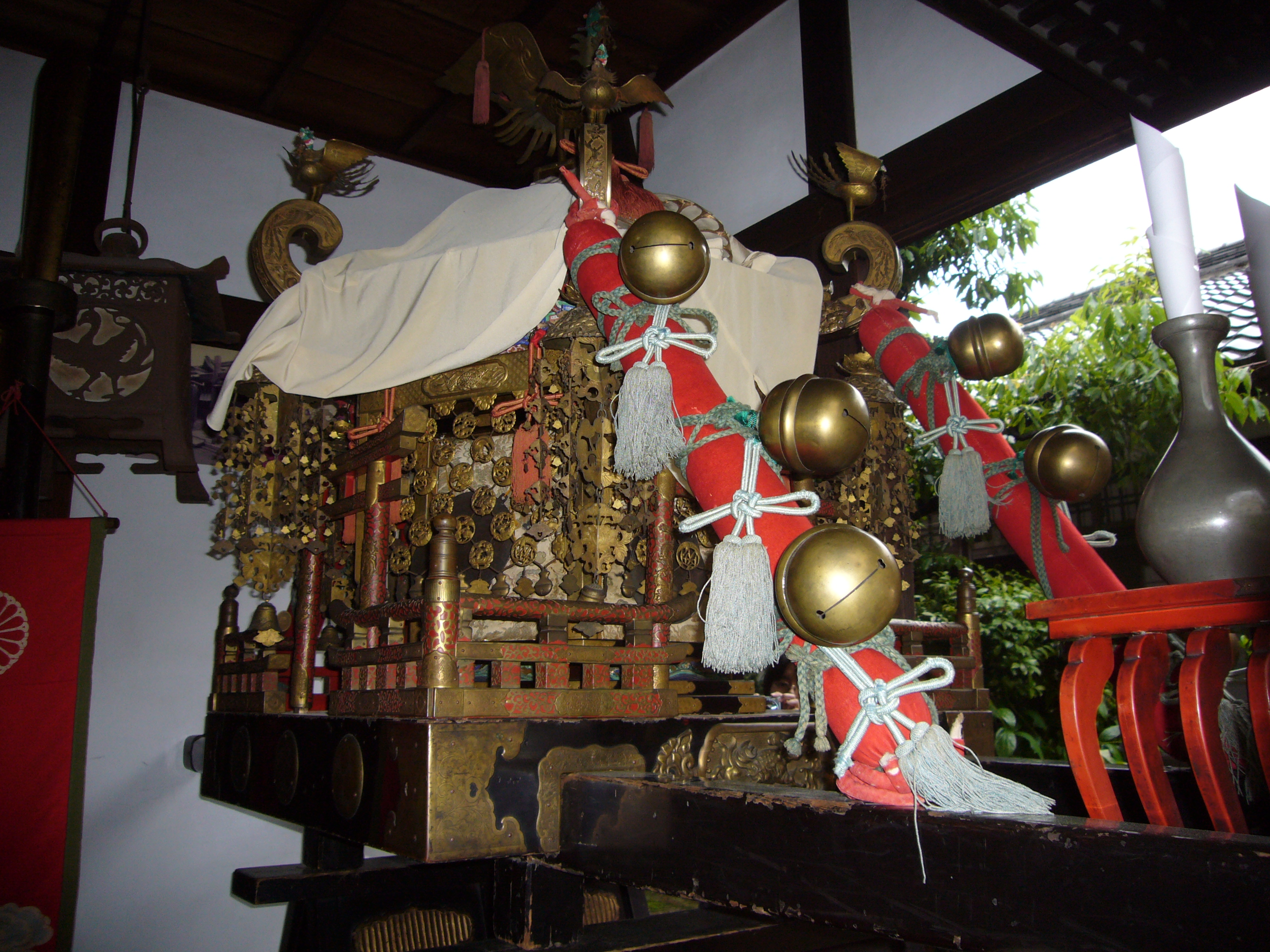
例祭の神輿（中御門天皇御寄附）

- お火焚祭:11月
- 月次祭:毎月1日 午前8時（1月を除く）

## 境内社
- 熊丸稲荷神社 （祭神 速秋津比売神、宇迦之御魂神）

『住吉神社年中行事』（住吉神社蔵）によると、京都市山科区西野山の花山神社より、花山神社末社である熊丸神社が住吉神社境内へ勧請されたと伝わる。勧請年は不詳。明治五年に京都府庁に提出された『旧神官由緒書』には、住吉神社と花山神社の関係について、「花山社兼帯之儀ハ 往古ヨリ相傳之儀 書物ハ焼失ニ付 由緒年月ハ相分リ不申候」との記載がある。
- 人丸神社（祭神 柿本人麻呂）

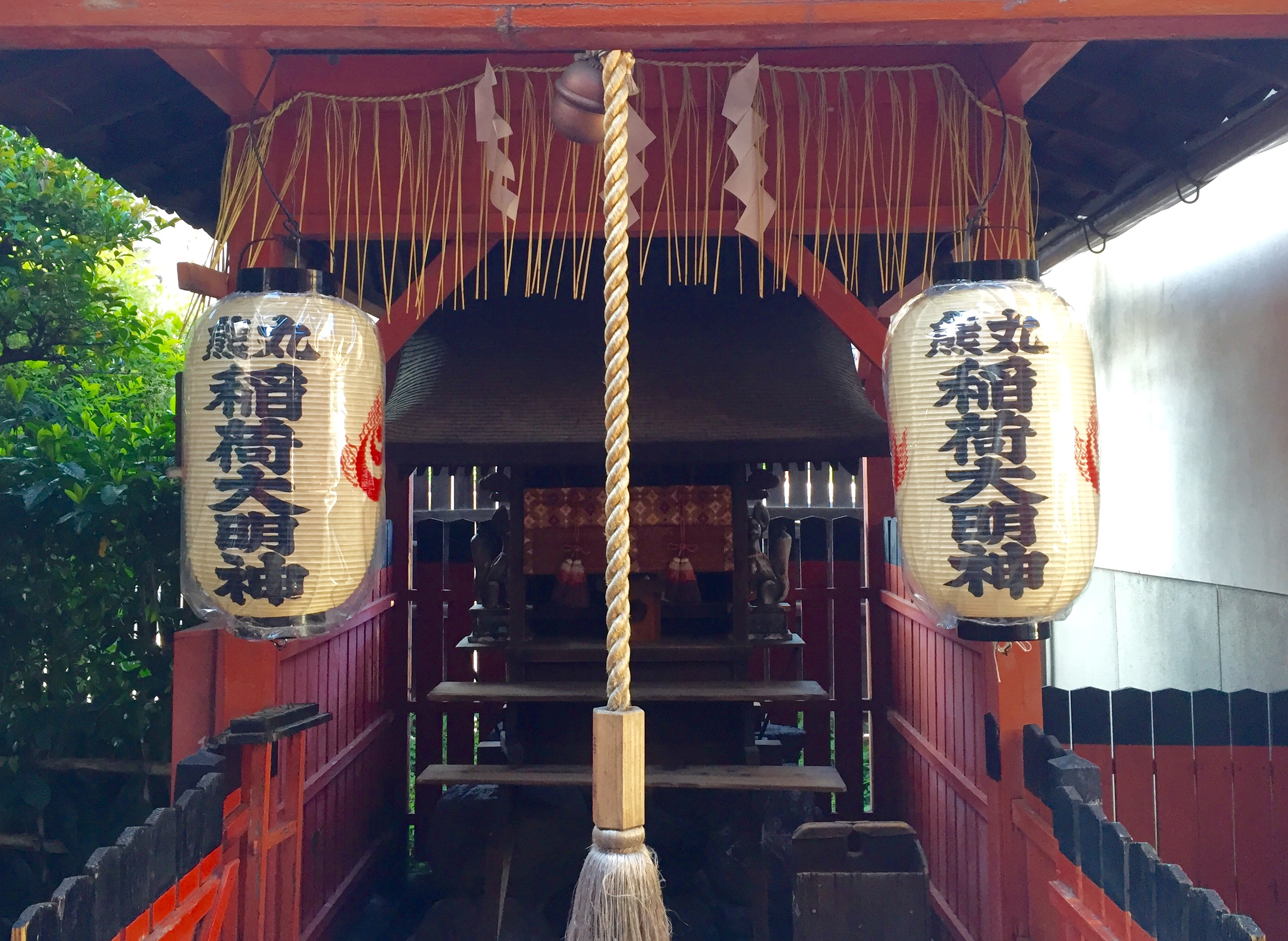
境内社 熊丸稲荷神社

『都名所図会拾遺』（天明七年）によると、もとは住吉神社の南側、醒ヶ井通高辻下るの人家の奥に祀られていた御霊祠が、明和六年、正二位前大納言冷泉為村卿により歌聖柿本人麻呂を祀る人丸御霊社として再興され、その後、明治六年、住吉神社境内へ末社として遷され現在に至る。
「人麿御霊社 醒井通高辻の南東側人家の奥にあり 初は只御霊祠と呼ぶ いにしへ俊成卿の宅辺に和歌三神を勧請し給ふ 住吉玉津島は現存して前編（『都名所図会』（安永九年））に見えたり 人丸祠これなし 然るに近きとし 明和六年の春 正二位上冷泉前大納言為村卿此一社の隠れ給ひしを惜み給ひ 此ほとりの街街所々の祠を尋ねさせ給ふに 竟に此祠其図に當れり 是遠祖俊成卿勧請の一社なりとて尊教し給ふ 町中も初めてこれを知って社を修造し祭事を改め三月十八日とす 為村卿よりも和歌を賜ふ 今町内に蔵む」（『都名所図会拾遺』（天明七年））

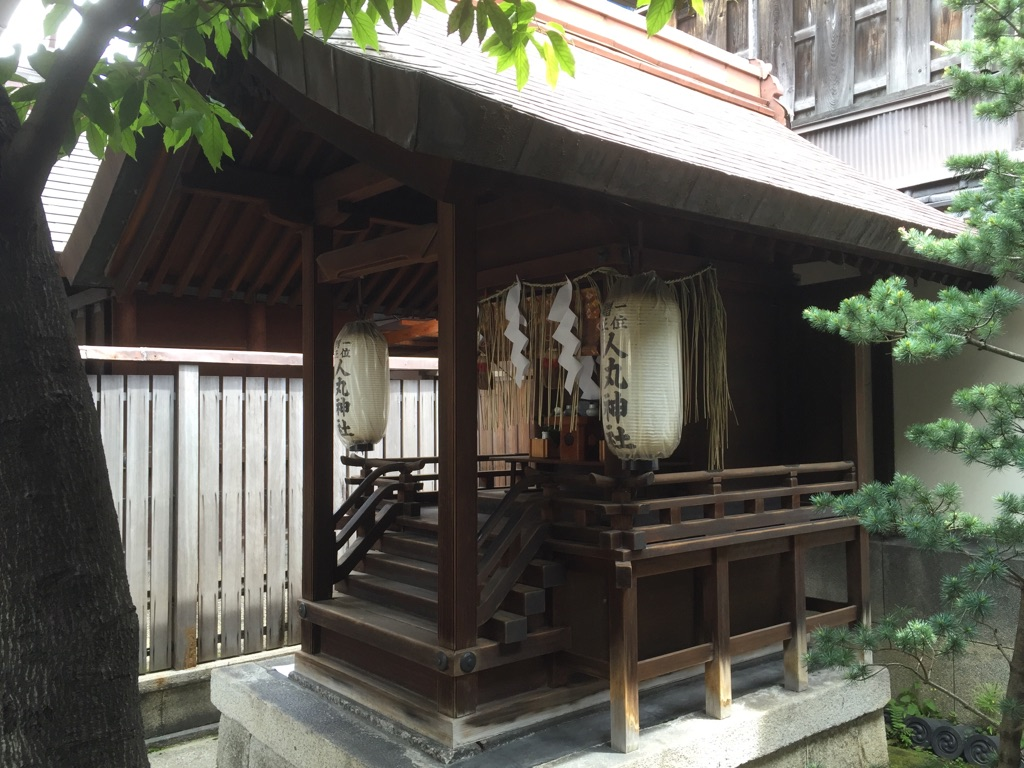
境内社 人丸神社

## 交通
- 阪急京都本線烏丸駅・京都市営地下鉄烏丸線四条駅下車　徒歩10分
- 阪急京都本線大宮駅・嵐電嵐山本線四条大宮駅下車　徒歩10分
- 京都市バス堀川松原下車　徒歩1分